# 트래비스 메이어
트래비스 메이어(영어: Travis Mayer, 1982년 2월 22일~)는 미국의 은퇴한 프리스타일 스키 선수로 주 종목은 모굴이다. 올림픽에 2회 참가했고 2002년 동계 올림픽에서 남자 모굴 부문 은메달을 획득했다.